# Gudugudu
Gudugudu é um tambor tradicional usado pelos iorubás da Nigéria. É um tambor batá menor, arredondado, e melódico que é batido com duas "espátulas" finas e flexíveis feitas da pele de vaca. Na realidade, este tambor é tão melódico e dançável que muitas vezes não é utilizado com qualquer acompanhamento. Pode ser visto e experimentado nos dias de hoje no xequerê, no fuji e no apalá.